# Manderup Due (lensmand)
 For alternative betydninger, se Manderup Due. (Se også artikler, som begynder med Manderup Due)
Manderup Due (født omkring 1598, død omkring 1660) var en dansk lensmand og landkommissær.
Manderup Due var søn af Jørgen Due til Oxholm på Øland i Han Herred og Lene Juel. Hans fødselsår af angivet til 1598 eller 1596 Hans far døde i Kalmarkrigen og Manderup blev sendt til udlandet hvor han var med en enkelt afbrydelse var i 8 år. Han kom tilbage til Danmark i 1621 og blev hofjunker og i 1626 overskænk.
Han dræbte en person i Malmø i 1629, men slap med offentligt at bekende sin synd for menigheden i St. Knuds Kirke i Odense, hvorefter han blev tilgivet af biskoppen. Det er muligt at hans kommende svigerfar, Albret Skeel, som var rigsråd, gjorde sin indflydelse gældende for at opnå dette.
Manderup blev gift med Albret Skeels datter Ane Albretsen Skeel (1607-1662) 6. september 1629, to dage efter hans offentlige skriftemål i St. Knuds Kirke. I 1646 blev han valgt til landkommissær for Jylland. Samme år blev han lensmand over Åstrup Len i Vendsyssel, og i 1650 blev han lensmand over Ørum Len i Thy. I 1648 og 1651 var han på valg til rigsrådet men blev ikke valgt.
Han ejede gårdene Kjeldgård, Krastrup og Halkjær i Jylland, og giftede sig desuden til Hegnet som i 200 år havde været slægtsgård for slægten Skeel.
Hans dødsår er angivet som 1660 eller 1659.